# 八尾木東
八尾木東（やおぎひがし）は、大阪府八尾市の地名。現行行政地名は八尾木東一丁目から八尾木東三丁目。住居表示は未実施。
広義の八尾木地区（旧大字八尾木）は昭和51年（1976年）から昭和54年（1979年）にかけて町名地番変更が行われ、八尾木（やおぎ）、八尾木北（やおぎきた）、八尾木東（やおぎひがし）、大字八尾木（おおあざよおぎ）に細分された。

## 歴史
令制国一覧 > 畿内 > 河内国 > 若江郡 > 八尾木村（よおぎむら）

## 地理
八尾木北は地区の南側、府道柏村南本町線よりも南に位置する。八尾木と大字八尾木に挟まれている。地内は小学校の東側で田畑が残るも概ね住宅地となっている。

## 世帯数と人口
2020年（令和2年）3月31日現在（八尾市発表）の世帯数と人口は以下の通りである。
| 丁目           | 世帯数  | 人口    |
| -------------- | ------- | ------- |
| 八尾木東一丁目 | 197世帯 | 471人   |
| 八尾木東二丁目 | 69世帯  | 198人   |
| 八尾木東三丁目 | 147世帯 | 358人   |
| 計             | 413世帯 | 1,027人 |

### 人口の変遷
国勢調査による人口の推移。
| 1995年（平成7年）  | 1,706人 | [ 5 ] |  |
| 2000年（平成12年） | 1,495人 | [ 6 ] |  |
| 2005年（平成17年） | 1,226人 | [ 7 ] |  |
| 2010年（平成22年） | 879人   | [ 8 ] |  |
| 2015年（平成27年） | 722人   | [ 9 ] |  |

### 世帯数の変遷
国勢調査による世帯数の推移。
| 1995年（平成7年）  | 555世帯 | [ 5 ] |  |
| 2000年（平成12年） | 550世帯 | [ 6 ] |  |
| 2005年（平成17年） | 505世帯 | [ 7 ] |  |
| 2010年（平成22年） | 335世帯 | [ 8 ] |  |
| 2015年（平成27年） | 277世帯 | [ 9 ] |  |

## 学区
市立小・中学校に通う場合、学区は以下の通りとなる（2020年5月時点）。
| 丁目           | 番   | 小学校             | 中学校               |
| -------------- | ---- | ------------------ | -------------------- |
| 八尾木東一丁目 | 全域 | 八尾市立曙川小学校 | 八尾市立曙川南中学校 |
| 八尾木東二丁目 | 全域 | 八尾市立曙川小学校 | 八尾市立曙川南中学校 |
| 八尾木東三丁目 | 全域 | 八尾市立曙川小学校 | 八尾市立曙川南中学校 |

## 事業所
2016年（平成28年）現在の経済センサス調査による事業所数と従業員数は以下の通りである。
| 丁目                   | 事業所数 | 従業員数 |
| ---------------------- | -------- | -------- |
| 八尾木東一丁目・三丁目 | 23事業所 | 88人     |

## 主な施設
- 曙川小学校（2丁目）
- 近畿財務局八尾合同宿舎（2,3丁目）
- あけぼの保育園（3丁目）

## 交通

### 主要道路
- 大阪府道182号柏村南本町線

## その他

### 日本郵便
- 郵便番号 : 581-0028[2]（集配局：八尾郵便局[12]）。